# Hohhot
Hohhot (en mongol: Хөх хот, , en xinès 呼和浩特, pinyin: Hūhéhàotè, abreujat com Hū Shì (呼|市); també transliterat com Huhehot o Huhhot), és la capital de la Mongòlia interior, a la Xina. Té pràcticament els mateixos habitants que Baotou també a la Mongòlia interior. Segons el cens de 2010 Hohhot tenia 2.866.615 habitants.
La ciutat va ser fundada pel dirigent mongol Altan Khan al final del segle xvi. L'any 1952 va ser escollida capital desplaçant Ulanhot. És un dels principals centres turístics de Mongòlia interior, ja que té temples i centres històrics. És la capital dels productes làctics de la Xina.
El nom de la ciutat en mongol significa ciutat blava en xinès. Aquest blau seria un color entre el blau i el verd per la diferent apreciació d'aquests colors dels xinesos.

## Història
Hohhot va ser fundada per Altan Khan cap a l'any 1580. Altan Khan i els seus successors hi construïren temples i fortalesses els anys 1579, 1602 i 1727. El 1693 s'hi construí una mesquita.
La Dinastia Qing hi construí una gran guarnició militar prop de Hohhot que s'uní a la ciutat el 1913.
Aquesta ciutat s'ha desenvolupat molt des de les reformes econòmiques de la Xina comunista.

## Ètnies
La majoria de la població de Hohhot són xinesos han (87,16% del total) molts d'ells són descendents de Shanxi o del nord-oest de la Xina i la província de Hebei. La major part del mongols de la ciutat parlen xinès mandarí a més de mongol. Els musulmans xinesos d'ètnia hui són una minoria present des de fa diversos segles.
Grups ètnics a Hohhot, segons el cens de 2000.
| Ètnia     | Població  | Percentatge |
| --------- | --------- | ----------- |
| Han       | 2,115,888 | 88,42%      |
| Mongol    | 204,846   | 8,56%       |
| ètnia hui | 38,417    | 1,61%       |
| Manxú     | 26,439    | 1,10%       |
| Daur      | 2,663     | 0,11%       |
| Coreà     | 1,246     | 0,05%       |
| Miao      | 443       | 0,02%       |

## Geografia i clima
Està situada a la part central sud de la Mongòlia interior, està encerclada per les muntanyes Daqing Shan (大青山, lit. Muntanyes blau fosc) al nord i l'altiplà Hetao al sud. El seu clima és semiàrid fred, segons la classificació de Köppen marcat com BSk. Gener té una temperatura mitjana de −11.6 °C i juliol de 22.6 °C. La pluviometria anual és d'uns 400 litres, la majoria de pluja és a l'estiu.
| Dades climàtiques a Hohhot (1971–2000)     | Dades climàtiques a Hohhot (1971–2000) | Dades climàtiques a Hohhot (1971–2000) | Dades climàtiques a Hohhot (1971–2000) | Dades climàtiques a Hohhot (1971–2000) | Dades climàtiques a Hohhot (1971–2000) | Dades climàtiques a Hohhot (1971–2000) | Dades climàtiques a Hohhot (1971–2000) | Dades climàtiques a Hohhot (1971–2000) | Dades climàtiques a Hohhot (1971–2000) | Dades climàtiques a Hohhot (1971–2000) | Dades climàtiques a Hohhot (1971–2000) | Dades climàtiques a Hohhot (1971–2000) | Dades climàtiques a Hohhot (1971–2000) |
| Mes                                        | gen                                    | febr                                   | març                                   | abr                                    | maig                                   | juny                                   | jul                                    | ag                                     | set                                    | oct                                    | nov                                    | des                                    | anual                                  |
| ------------------------------------------ | -------------------------------------- | -------------------------------------- | -------------------------------------- | -------------------------------------- | -------------------------------------- | -------------------------------------- | -------------------------------------- | -------------------------------------- | -------------------------------------- | -------------------------------------- | -------------------------------------- | -------------------------------------- | -------------------------------------- |
| Màxima mitjana °C (°F)                     | −5 (23)                                | −0.4 (31.3)                            | 7.0 (44.6)                             | 16.3 (61.3)                            | 23.2 (73.8)                            | 27.3 (81.1)                            | 28.5 (83.3)                            | 26.4 (79.5)                            | 21.2 (70.2)                            | 14.1 (57.4)                            | 4.4 (39.9)                             | −3.2 (26.2)                            | 13.32 (55.97)                          |
| Mínima mitjana °C (°F)                     | −16.8 (1.8)                            | −12.8 (9)                              | −5.5 (22.1)                            | 1.6 (34.9)                             | 8.2 (46.8)                             | 13.3 (55.9)                            | 16.4 (61.5)                            | 14.8 (58.6)                            | 8.3 (46.9)                             | 1.0 (33.8)                             | −7 (19)                                | −14.2 (6.4)                            | 0.61 (33.1)                            |
| Precipitació mitjana mm (polzades)         | 2.6 (0.102)                            | 5.2 (0.205)                            | 10.2 (0.402)                           | 13.5 (0.531)                           | 27.6 (1.087)                           | 47.2 (1.858)                           | 106.5 (4.193)                          | 109.1 (4.295)                          | 47.4 (1.866)                           | 20.7 (0.815)                           | 6.2 (0.244)                            | 1.8 (0.071)                            | 398.0 (15.669)                         |
| Mitjana de dies de precipitació (≥ 0.1 mm) | 2.5                                    | 2.8                                    | 3.4                                    | 3.7                                    | 6.0                                    | 8.9                                    | 12.9                                   | 12.7                                   | 8.3                                    | 4.5                                    | 2.4                                    | 1.8                                    | 69.9                                   |
| Humitat relativa mitjana (%)               | 58                                     | 52                                     | 46                                     | 37                                     | 39                                     | 47                                     | 61                                     | 66                                     | 62                                     | 59                                     | 59                                     | 59                                     | 53.8                                   |
| Mitjana mensual d'hores de sol             | 180.7                                  | 198.3                                  | 245.5                                  | 268.6                                  | 294.5                                  | 291.3                                  | 264.9                                  | 255.2                                  | 252.1                                  | 244.8                                  | 195.3                                  | 171.0                                  | 2.862,2                                |
| Percentage d'hores de sol                  | 61                                     | 66                                     | 67                                     | 68                                     | 66                                     | 65                                     | 58                                     | 60                                     | 68                                     | 71                                     | 66                                     | 60                                     | 64.7                                   |
| Font: China Meteorological Administration  |                                        |                                        |                                        |                                        |                                        |                                        |                                        |                                        |                                        |                                        |                                        |                                        |                                        |